# Ursine (Nevada)
Ursine es un lugar designado por el censo en el condado de Lincoln en el estado estadounidense de Nevada.

## Geografía
Ursine se encuentra ubicado en las coordenadas 37°59′5″N 114°12′55″O / 37.98472, -114.21528.